# 마이클 듀디코프
마이클 두디코프(1954년 10월 8일 ~ )는 미국의 배우이다.

## 출연 작품
- 화이널 카운트